# Festival Akwasidae

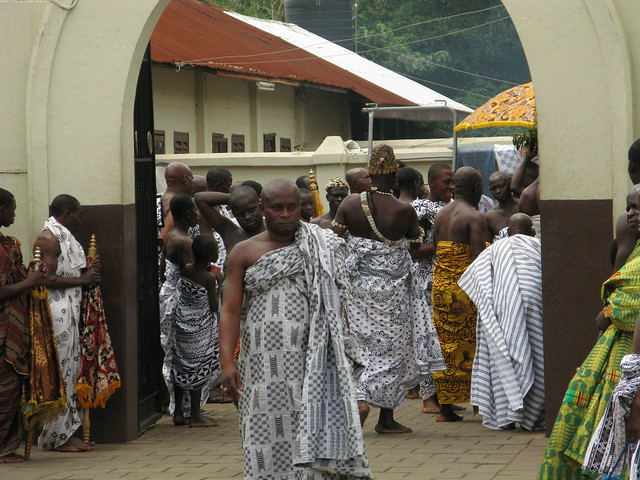
Celebración de Akwasidae en el Palacio Manhyia en 2009.

El Festival Akwasidae (alternativamente, Akwasiadae ) es celebrado por el pueblo ashanti y los chiefs de la etnia Ashanti,   así como por la diáspora ashanti. Se celebra un domingo cada 6 semanas en la ciudad de Kumasi siguiendo el calendario local.  
El calendario Akan se divide en nueve meses, cada uno con una duración aproximada de seis semanas, aunque puede variar entre 40 y 42 días. Este período se celebra con el Festival Adae, que tiene dos días principales de festividad: el Akwasidae, que siempre cae en domingo y marca el final del período, y el Awukudae, que se celebra un miércoles dentro de ese mismo ciclo.
Además, el viernes anterior a 10 días de Akwasidae se conoce como Fofie, un día ritual importante. Como el Akwasidae siempre cae en domingo (Kwasidae en twi), su frecuencia varía entre 40 y 42 días según el calendario oficial Ashanti.
El último Akwasidae del año coincide con el Festival Adae Kese, una celebración especial en la que se realizan ofrendas de alimentos y donaciones para la comunidad. Este festival es el más importante de la religión Asante, ya que está dedicado a la purificación del Taburete Dorado, un símbolo sagrado del pueblo Ashanti. Cabe destacar que los festivales de Adae tienen fechas fijas desde tiempos antiguos, por lo que no pueden ser intercambiados.

## Prácticas
Los ritos de este día están dedicados a honrar a los antepasados, tanto a nivel personal como comunitario. Se celebra una reunión llamada Akom, donde los tambores, la danza y el canto forman parte de la ceremonia para rendir homenaje a los Abosom (dioses menores en la tradición Akan) y a los Nsamanfo (antepasados con un alto desarrollo espiritual).
Durante la celebración, se realizan ofrendas de comida, incluyendo platos especiales como el eto (puré de ñame africano) adornado con huevos duros. Todos los Ashanti participan en este festival, y para aquellos que no siguen la celebración de Odwira, el Akwasidae se convierte en un momento clave para recordar y venerar a sus ancestros.
En este día, el Asantehene (Rey de los Ashanti) se reúne con sus súbditos y jefes subordinados en el patio del Palacio Manhyia, en Kumasi. Durante la celebración, el Taburete Dorado, símbolo sagrado de la monarquía Ashanti, se exhibe en los terrenos del palacio en presencia del rey, mientras multitudes acuden cantando y bailando para rendir homenaje.
Uno de los momentos más esperados del festival es el durbar real, una ceremonia en la que el rey recibe a su pueblo y cualquiera tiene la libertad de acercarse y estrecharle la mano. Antes de esta reunión, el Asantehene desfila en un palanquín decorado con oro, acompañado de un espectáculo de tambores, trompetas, danzas tradicionales y cantos.
Dado que el festival está dedicado a los antepasados, el rey también visita el Mausoleo de Bantama, donde honra tanto los taburetes ancestrales como los restos de sus predecesores. Sin embargo, se considera que el rey no venera a los antepasados, sino que les rinde homenaje como parte de la tradición Ashanti.

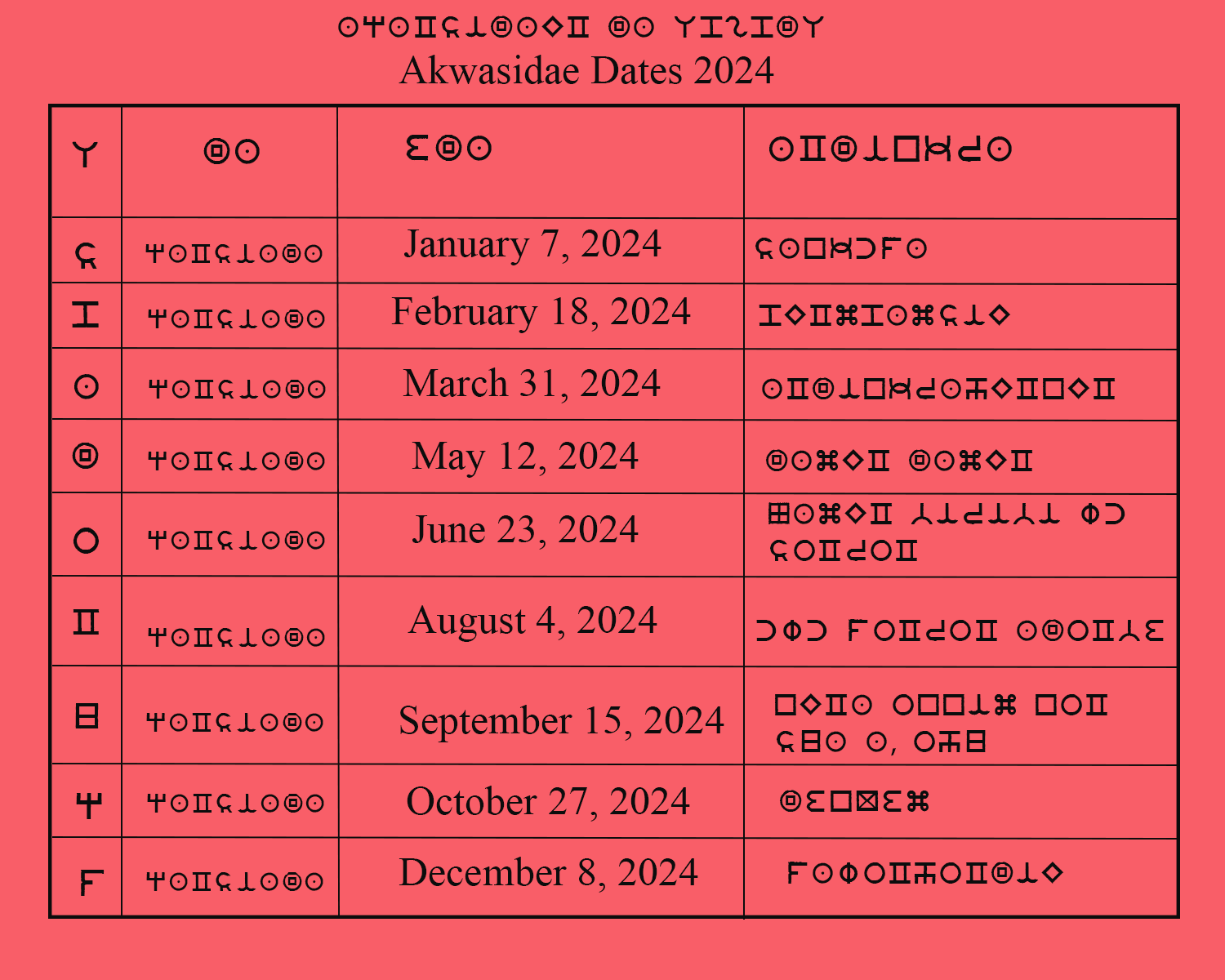
Calendario de Akwasidae para 2024